# Stigmella crotonica
Stigmella crotonica (лат.) — вид молей-малюток рода Stigmella (Nepticulinae) из семейства Nepticulidae.
Эндемик Южной Африки: Зимбабве (Родезия: Mount Selinda). Длина 3,6—5,6 мм. Цвет тёмно-коричневый с примесью серого. Усики пурпурно-серые с фиолетовым отражением. Задние крылья серовато-бурые. Яйца откладывают на верхнюю поверхность листьев. Гусеницы минируют листья растений Croton sylvatieus Hochst. (Euphorbiaceae).
В апикальной части передних крыльев развиты две жилки: R4+5 и M.